# Xã Lincoln, Quận Hamilton, Iowa
Xã Lincoln (tiếng Anh: Lincoln Township) là một xã thuộc quận Hamilton, tiểu bang Iowa, Hoa Kỳ. Năm 2010, dân số của xã này là 693 người.